# بيتر أكرويد
بيتر أكرويد (بالإنجليزية: Peter Ackroyd)‏ (ولد في 5 أكتوبر 1949 -) هو روائي وكاتب سير وناقد إنجليزي. 

## أسلوبه
تخصص في الكتابة حول تاريخ وثقافة مدينة لندن عاصمة المملكة المتحدة. وتناول في كتبه سير العديد من الشخصيات الهامة أمثال وليام بليك، تشارلز ديكنز، تي إس إليوت، تشارلي تشابلين، السير توماس مور.
في عام 1994، تم إجراء مقابلة مع الكاتب حول جمعية الجغرافيا النفسية في لندن ضمن مقال نشرته صحيفة The Observer. خلال المقابلة، عبّر عن قناعته بأن هناك أشخاصًا معينين يبدو أن الأماكن أو الأراضي أو الماضي يتواصل معهم أو من خلالهم. كما أشار إلى إمكانية أن تؤثر الشوارع أو المنازل بشكل مادي على شخصية وسلوك الأفراد الذين يعيشون فيها. وأكد أن هذه الفكرة قد تمتد أيضًا إلى المدينة نفسها، مثل لندن، حيث يمكن أن تحمل في ثقافتها وأنماط استجابتها أنماطًا حسية أو سلوكية تعود إلى القرون الوسطى، مثل القرن الثالث عشر أو الرابع عشر، وربما إلى فترات زمنية أقدم.

## التقدير
فاز بجائزة سومرست موغام، وجائزتي ويتبريد. انتخب عضواً في الجمعية الملكية للأدب في عام 1984.

## من رواياته
- حريق لندن الكبير – 1982
- آخر وصايا أوسكار وايلد – 1983
- هوكسمور – 1985
- تشاترتون - 1987
- الضوء الأول - 1989
- الموسيقى الإنجليزية – 1992
- منزل الدكتور دي - 1993
- دان لينو والغول الجيري – 1994
- ملتون في أمريكا - 1996
- أوراق أفلاطون - 1999
- سر تشارلز ديكنز - 2000
- حكايات كليركنويل – 2003
- حملان لندن - 2004
- سقوط طروادة - 2006
- حالة فيكتور فرانكنشتاين - 2008
- حكايات كانتربري – 2009
- موت الملك آرثر – 2010
- ثلاثة أشقاء - 2013

## روابط خارجية
- بيتر أكرويد على موقع IMDb (الإنجليزية)
- بيتر أكرويد على موقع الموسوعة البريطانية (الإنجليزية)
- بيتر أكرويد على موقع مونزينجر (الألمانية)
- بيتر أكرويد على موقع قاعدة بيانات برودواي على الإنترنت (الإنجليزية)
- بيتر أكرويد على موقع إن إن دي بي (الإنجليزية)